# Черноярская Одина
Черноярская Одина — деревня, входит в Кишертский район Пермского края. Входит в состав Кишертского сельского поселения.

## География
Она расположена в 3 км от административного центра поселения и в 20 км от райцентра

## Население
| 2000 | 2004 | 2008 | 2010 | 2011 | 2012 | 2014 |
| ---- | ---- | ---- | ---- | ---- | ---- | ---- |
| 91   | ↗95  | ↘89  | ↘59  | →59  | ↗77  | ↗81  |
| 2015 | 2016 |      |      |      |      |      |
| →81  | ↘78  |      |      |      |      |      |

## Инфраструктура
В деревне нет магазина.